# Eins, Zwei Orchestra
Eins, Zwei Orchestra is een Nederlandse Shoegaze-band onder leiding van Stefan en Lydia van Maurik. De stijl is verwant aan My Bloody Valentine en The Pains of Being Pure at Heart. Opvallend is dat alle albums thematisch zijn en een politieke lading hebben.

## Albums
In maart 2011 verscheen het debuutalbum 100 Colors, dat mede was geïnspireerd door de Oostenrijkse kunstenaar en architect Friedensreich Hundertwasser. Januari 2012 kwam er een akoestische bewerking van deze plaat uit, de ep Peace and Love. 
Begin 2013 presenteerde band het tweede volwaardige album, The Parallel Cinema, dat thematisch en muzikaal verwijst naar de Indiase filmindustrie Bollywood, die dat jaar een eeuw bestond. De bijbehorende tour werd ondernomen door een collectief dat zich Eins, Zwei & the Parallel Cinema noemt, bestaande uit leden van Eins, Zwei Orchestra en How to throw a Christmas party.
In 2016 kwam de band met hun derde album, Hope Sign Community, dat geïnspireerd is op het beroemde verhaal en de foto van de Tankman.

## Bandleden
Bandleden speelden (soms nog steeds) bij bands als The Spirit That Guides Us, Satellite7, Brown Feather Sparrow, This Beautiful Mess, We vs. Death, Silence is Sexy en Little Things That Kill. De meeste leden komen uit Utrecht. Vanaf het derde album vormt Tamara van Esch ('Mevrouw Tamara') ook een onderdeel van de vaste bezetting.

## Discografie

### Albums
- 100 Colors (2011)
- Peace and Love (ep, 2012)
- Eins Zwei & The Parallel Cinema (2013)
- Hope Sign Community (2016)

### Singles
- 100 Colors (2011)
- Spiral (2011)
- Tonight (2011)
- Don't Come Near Me (Cocaine) (2013)
- Come On (2016)